# ヤマハミュージックコミュニケーションズ
株式会社ヤマハミュージックコミュニケーションズ（英: YAMAHA MUSIC COMMUNICATIONS CO., LTD.、略称: YMC）は、ヤマハミュージックエンタテインメントホールディングス傘下の日本のレコード会社。

## 概要
2000年5月1日に楽器メーカー大手のヤマハによって設立された。実質的には、かつてポニーキャニオン内のレーベルであった「AARD-VARK」がレコード会社として独立したものと言える。本設立前に、ヤマハは1996年に香港に自社レーベル"YAMAHA MUSIC ENTERTAINMENT"を設立していた経緯があり、原盤権を保有する中島みゆきやCHAGE&ASKAの作品をアジア各国に発売していた。販売元に関してはポニーキャニオンが香港に設立していた"GOLDEN PONY"に委託した後、EMIの現地法人が行なっていた。（※現在は清算）
系列のヤマハ音楽振興会がこれまで発掘してきたアーティスト資産などを生かす形でCDなどを発売している。ヤマハ音楽振興会と直接資本関係はないものの、設立当初は同会本部ビル（〒153-8666 東京都目黒区下目黒3-24-22）の中に本社を構えており、烏野隆弘元社長も同会から輩出している。
設立時の親会社はヤマハだったが、ヤマハは2007年6月1日に音楽ソフト事業を統括する中間持株会社「ヤマハミュージックエンタテインメントホールディングス」(YMEH) を設立し、ヤマハの保有するヤマハミュージックコミュニケーションズの株式を継承した。なお、ポニーキャニオンについては設立時に主要株主として名を連ねていたが、現在は主要株主から外れている。また、中島みゆきが設立時から取締役（本名の中島美雪として）・主要株主（個人事務所「有限会社あいらんど」）として名を連ねており、ポニーキャニオンからの移籍と同時に看板アーティストとなっている。
なお、親会社のヤマハも、日本楽器製造時代の1925年から短期間、横浜工場が「パイオニヤレコード」のレーベルでレコード制作・発売事業を行っていた。藤原義江が数曲の録音を残している。

## 本社所在地
本社は親会社のヤマハミュージックエンタテインメントホールディングスと同じ建物内にあり、2021年4月1日に東京都渋谷区神宮前の住友不動産原宿ビルから高田馬場事業所があった東京都豊島区高田のヒューリック高田馬場ビルに統合移転、さらに2024年9月1日には横浜市西区みなとみらいの横浜シンフォステージウエストタワーに移転した。

## スタジオジブリ関連
2006年公開の『ゲド戦記』以降のスタジオジブリ作品の主題歌はYMC所属アーティスト（「藤岡藤巻と大橋のぞみ」の藤岡藤巻はソニー系のエスエムイーレコーズ所属で、同社からYMCが借りる形に）が起用されており、シングル版についてはYMCが制作・発売している。以前よりスタジオジブリの楽曲に関わりのある徳間ジャパンコミュニケーションズはサウンドトラックなどのアルバム盤の制作・発売を継続しており、『スタジオジブリの歌』などのCDではYMCが楽曲を提供して収録されている。なお、『ゲド戦記』が公開された2006年以降、傘下の出版社であったヤマハミュージックメディアからジブリ作品の楽譜集を数多く出版している。

## 現在の主な所属アーティスト

### メインレーベル
| アーティスト名 | 読み                   | 所属期間                               | 備考                                                        |
| -------------- | ---------------------- | -------------------------------------- | ----------------------------------------------------------- |
| 植田圭輔       | うえだけいすけ         | 2018年〜                               | 俳優、タレント                                              |
| 岡村孝子       | おかむらたかこ         | 2011年〜                               |                                                             |
| かつしかトリオ | かつしかトリオ         | 2023年〜                               |                                                             |
| 狩野泰一       | かのうやすかず         | 2005年、2020年〜                       | 篠笛奏者                                                    |
| 熊木杏里       | くまきあんり           | 2016年〜                               | バップ → キングレコード → ワーナー → ヤマハ                 |
| Sound Schedule | サウンドスケジュール   | 2001年〜2006年 2011年〜2012年 2019年～ | 2006年解散。2011年再結成 ヤマハ → Myodanys Records → ヤマハ |
| 事務員G        | じむいんジー           | 2019年〜                               | Due. RECORDS → 日本コロムビア → ヤマハ                      |
| Jin-Machine    | ジンマシーン           | 2013年〜                               |                                                             |
| 須川展也       | すがわのぶや           | 2015年〜                               |                                                             |
| 須澤紀信       | すざわきしん           | 2017年〜                               |                                                             |
| 谷山浩子       | たにやまひろこ         | 2000年〜                               | キングレコード → キャニオン・AARD-VARK → ヤマハ             |
| 露崎春女       | つゆざきはるみ         | 2011年〜                               | 徳間ジャパン → ソニー・ミュージックレコーズ → ヤマハ        |
| 中島みゆき     | なかじまみゆき         | 2000年〜                               | ポニーキャニオンより移籍                                    |
| 南壽あさ子     | なすあさこ             | 2016年〜                               | トイズファクトリーより移籍                                  |
| 826aska        | はちにいろくあすか     | 2019年〜                               |                                                             |
| MusiClavies    | ミュージックラビス     | 2019年〜                               |                                                             |
| ヤマハ吹奏楽団 | ヤマハすいそうがくだん | 2015年〜                               |                                                             |
| 遊佐未森       | ゆさみもり             | 2005年〜                               | エピック・ソニー → 東芝EMI → ヤマハ                         |
| よみぃ         | よみぃ                 | 2020年〜                               |                                                             |
| RINA           | リナ                   | 2020年〜                               |                                                             |

## かつて所属していた主なアーティスト
| アーティスト名                         | 読み                                            | 所属期間       | 備考 |
| -------------------------------------- | ----------------------------------------------- | -------------- | --- |
| I's CUBE                               | アイスキューブ                                  | 2005年         | |
| ATOMIC TORNADO                         | アトミックトルネード                            | 2007年〜2008年 | 2008年12月活動休止 |
| ARMERIA                                | アルメリア                                      | 2006年〜2008年 | 2008年解散 |
| 伊藤サチコ                             | いとうサチコ                                    | 2001年〜2006年 | |
| IMEHA                                  | イメハ                                          | 2003年〜2005年 | |
| E KONO MAI                             | エコモマイ                                      | 2007年         | |
| 大橋のぞみ                             | おおはしのぞみ                                  | 2008年         | 2012年3月31日芸能界引退 |
| 片山ブレイカーズ&ザ★ロケンローパーティ | かたやまブレイカーズアンド ザロケンローパーティ | 2005年〜2010年 | |
| キッサコ                               | キッサコ                                        | 2007年〜2008年 | → IROHA records |
| キノコホテル                           | キノコホテル                                    | 2012年〜2015年 | 徳間ジャパン・WAXRecords → ヤマハ → キングレコード |
| 黒川芽以                               | くろかわめい                                    | 2005年〜2007年 | 女優 |
| COSA NOSTRA                            | コーザノストラ                                  | 2005年         | |
| コンコンジャンプ                       | コンコンジャンプ                                | 2007年〜2008年 | 2008年10月解散 |
| 斉藤由貴                               | さいとうゆき                                    | 2015年〜2016年 | |
| 坂本美雨                               | さかもとみう                                    | 2005年〜2014年 | ワーナーミュージック・ジャパンより移籍 |
| THE JAYWALK                            | ザジェイウォーク                                | 2012年〜2015年 | アトス・インターナショナルに移籍 |
| SIXRIDE                                | シックスライド                                  | 2003年〜2004年 | 下山武徳率いるバンド。2004年活動休止 |
| 下山武徳                               | しもやまたけのり                                | 2006年         | 2009年4月にAQUA CUBE Recordsに移籍 |
| JaaBourBonz                            | ジャアバーボンズ                                | 2011年〜2014年 | → T-RECORDS → BBerry |
| スムルース                             | スムルース                                      | 2008年〜2013年 | 2016年1月12日無期限活動休止 |
| セシル・コルベル                       | セシルコルベル                                  | 2010年         | |
| soulkids                               | ソウルキッズ                                    | 2007年〜2010年 | 2015年2月13日活動休止 |
| 大藤桂子                               | だいとうけいこ                                  | 2004年         | チェリスト |
| 高瀬大介                               | たかせだいすけ                                  | 2001年〜2002年 | |
| 谷口崇                                 | たにぐちたかし                                  | 2001年         | |
| 谷山浩子×ROLLY（THE 卍）               | たにやまひろこローリー                          | 2012年〜2013年 | |
| たんこぶちん                           | たんこぶちん                                    | 2013年〜2019年 | 2019年2月24日活動休止 |
| CHAGE and ASKA                         | チャゲアンドアスカ                              | 2000年         | 設立時から2000年末まで |
| 手嶌葵                                 | てしまあおい                                    | 2006年〜2011年 | JVCケンウッド・ビクターエンタテインメントに移籍 |
| 殿様BATTA→                             | とのさまバッター                                | 2005年         | 4人組バンド |
| Nao Yoshioka                           | ナオヨシナカ                                    | 2015年〜2018年 | SWEET SOUL RECORDSに移籍 |
| Nao'ymt                                | ナオワイエムティー                              | 2014年         | |
| 中村中                                 | なかむらあたる                                  | 2010年〜2012年 | avex trax → ヤマハ → インペリアルレコード |
| 中村幸代                               | なかむらゆきよ                                  | 2000年〜2005年 | |
| 二階堂和美                             | にかいどうかずみ                                | 2013年         | |
| 西村由紀江                             | にしむらゆきえ                                  | 2000年〜2007年 | |
| 拝郷メイコ                             | はいごうメイコ                                  | 2001年〜2006年 | 自主レーベル「nanno record」設立 |
| ハシケン                               | ハシケン                                        | 2003年〜2005年 | 2007年10月にLong Scale Discへ移籍 |
| ピース                                 | ピース                                          | 2007年〜2009年 | 2009年6月解散 |
| 平田康子                               | ひらたやすこ                                    | 2006年         | |
| 福居典美／TENBI                        | ふくいてんび                                    | 2006年         | 津軽三味線奏者 |
| 藤岡藤巻と大橋のぞみ                   | ふじおかふじまきとおおはしのぞみ                | 2007年         | 映画『崖の上のポニョ』主題歌ユニット |
| FLEET                                  | フリート                                        | 2007年         | ポニーキャニオンに移籍 |
| プリシラ・アーン                       | プリシラアーン                                  | 2014年〜2017年 | EMIミュージック・ジャパンより移籍 |
| 堀澤麻衣子                             | ほりさわまいこ                                  | 2014年         | |
| 舞花                                   | まいか                                          | 2010年         | → ユニバーサルJ |
| 松永英也                               | まつながひでや                                  | 2005年〜2006年 | トロンボーン奏者 |
| 真矢みき                               | まやみき                                        | 2004年         | |
| 村上ゆき                               | むらかみゆき                                    | 2007年〜2012年 | ポリスター → ヤマハ → MSエンタテインメント → テイチク |
| MoNoLith                               | モノリス                                        | 2013年         | 2014年8月31日解散 |
| 森川美穂                               | もりかわみほ                                    | 2001年〜2002年 | 「風になれ～Like A Wind～」のみのリリース |
| 矢井田瞳                               | やいだひとみ                                    | 2016年         | バンダイ・ミュージック → 東芝EMI → 青空レコード → ユニバーサル → ヤマハ → 青空レコード                                                                                             |
| 矢野顕子                               | やのあきこ                                      | 2004年〜2013年 | 2013年8月にSPEEDSTAR RECORDSへ移籍 |
| yanokami                               | ヤノカミ                                        | 2007年〜2011年 | 矢野顕子とレイ・ハラカミによるユニット |
| やもり                                 | やもり                                          | 2010年         | 矢野顕子と森山良子によるユニット |
| ゆずひこ                               | ゆずひこ                                        | 2014年         | |
| ゆよゆっぺ                             | ゆよゆっぺ                                      | 2012年・2016年 | 2012年はVOCALOID RECORDSに所属 |
| LOVE                                   | ラブ                                            | 2018年         | |
| 渡梓                                   | わたりあずさ                                    | 2016年         | |
| Glenn Hughes                           | グレンヒューズ                                  | 2005年〜2006年 | |
| Joe Lynn Turner                        | ジョーリンターナー                              | 2005年〜2007年 | |
| Michi/michimemoir                      | ミチ・ミチメモア                                | 2012年〜2017年 | ヤマハミュージックパブリッシング → ソニー・ミュージックエンタテインメント → バーニングパブリッシャーズ → 2024年〜 エイベックス・エンタテインメント 2015年〜 オスカープロモーション |

また、CHAGE and ASKAの2000年以前の作品もここからリリースされている。

### contemode
中田ヤスタカ主宰のレーベル。なお、中田は2013年秋にワーナーミュージック・ジャパンに移籍したため、レーベル運営終了。
| アーティスト名  | 読み                               | 所属期間       | 備考                                 |
| --------------- | ---------------------------------- | -------------- | ------------------------------------ |
| 中田ヤスタカ    | なかたヤスタカ                     |                |                                      |
| capsule         | カプセル                           | 2003年〜2013年 | ワーナーミュージック・ジャパンに移籍 |
| COLTEMONIKHA    | コルテモニカ                       | 2006年〜2007年 |                                      |
| COPTER4016882   | コプターよんぜろいちろくはちはちに | 2006年         |                                      |
| NAGISA COSMETIC | ナギサコスメティク                 | 2004年         |                                      |

### VOCALOID RECORDS
2014年消滅。
| アーティスト名 | 読み     | 所属期間       |
| -------------- | -------- | -------------- |
| 赤髪           | あかがみ | 2013年〜2014年 |

## コンピレーションアルバム・サウンドトラック

### メインレーベル
| 発売日                        | タイトル                                                                        | 規格品番              | 順位  |
| ----------------------------- | ------------------------------------------------------------------------------- | --------------------- | ----- |
| 2002年12月11日 2012年06月13日 | 年々彩々 〜my song・your song〜                                                 | YCCU-00014 YCCU-10037 |       |
| 2004年11月24日                | 海峡を渡るバイオリン オリジナル・サウンドトラック                               | YCCS-10006            |       |
| 2005年04月20日                | Lead Track Collection 花鳥風月                                                  | YCCU-10009            |       |
| 2005年07月20日                | Urban Reggae File =Kampachi Cruise Edition=                                     | YCCU-10010            |       |
| 2005年10月05日                | stirring echo                                                                   | YCCS-10020            |       |
| 2006年02月01日                | ケータイ刑事THE MOVIE バベルの塔の秘密〜銭形姉妹への挑戦状+TVシリーズアルバム   | YCCW-10020            | 154位 |
| 2006年03月01日                | 「子ぎつねヘレン」オリジナル・サウンドトラック・アルバム                        | YCCS-10033            |       |
| 2006年06月14日                | 元気ですか                                                                      | YCCW-10027            | 17位  |
| 2006年08月02日                | 「南の島の小さな飛行機バーディー」オリジナル・サウンドトラック                  | YCCW-10025            |       |
| 2008年01月09日                | 映画「全然大丈夫」オリジナルサウンドトラック                                    | YCCS-10046            |       |
| 2008年01月23日                | オールナイトニッポン EVERGREEN 5 1977-1981                                      | YCCU-10025            |       |
| 2009年08月26日                | ポプコン リマスタード ベスト 〜高音質で聴くポプコン名曲集〜                     | YCCU-10027            |       |
| 2009年11月11日                | ゼロの焦点 オリジナル・サウンドトラック                                         | YCCW-10107            |       |
| 2012年02月29日                | 種まく旅人〜みのりの茶〜 オリジナル・サウンドトラック                           | YCCW-10169            |       |
| 2012年03月02日                | LIAR GAME -再生- オリジナルサウンドトラック                                     | YCCW-50008            | 74位  |
| 2012年10月24日                | チェロとピアノで聞く中島みゆき×インストゥルメンタルで聞く中島みゆきComplete Box | YCCW-10180            |       |
| 2012年11月14日                | 恋歌くちずさみ委員会                                                            | YCCW-10186            |       |
| 2014年12月10日                | 連続テレビ小説 マッサン オリジナル・サウンドトラック                            | YCCW-10245            | 137位 |
| 2015年02月18日                | 連続テレビ小説 マッサン オリジナル・サウンドトラック2 -北海道・余市編-          | YCCW-10250            | 145位 |
| 2016年03月02日                | THE CROSSING ORIGINAL SCORES CD ALBUM                                           | YCCS-10058            |       |
| 2016年11月02日                | ZEIIITA                                                                         | YCCW-10293 YCCW-10294 | 225位 |
| 2016年11月09日                | ミュージアム/Original Motion Picture Soundtrack                                 | YCCS-10060            |       |
| 2016年11月16日                | 歌縁 -中島みゆき RESPECT LIVE 2015-                                             | YCCW-10292            | 38位  |
| 2017年11月22日                | 時代を創った名曲たち ～瀬尾一三作品集 SUPER digest～                            | YCCW-10313/4          | 37位  |
| 2018年03月14日                | デルフィニア戦記 音楽集                                                         | YCCW-10333 YCCW-10334 | 121位 |
| 2018年03月28日                | コードギアス 反逆のルルーシュ ピアノソロコレクション                            | YCCS-10063            | 88位  |
| 2019年01月11日                | SEGA 音ゲーピアノコレクションver.チュウニズム vol.1                             | YCCS-10064            |       |
| 2019年01月30日                | 時代を創った名曲たち2 ～瀬尾一三作品集 SUPER digest～                           | YCCW-10357            | 110位 |
| 2019年02月27日                | BEMANI PIANO COLLECTION ノスタルジア                                            | YCCS-10065            | 132位 |
| 2019年03月20日                | コードギアス 反逆のルルーシュ ピアノソロコレクション Vol.2                      | YCCS-10068            | 112位 |
| 2019年03月27日                | DEEMO ピアノコレクション                                                        | YCCS-10066            | 111位 |
| 2019年06月12日                | デルフィニア戦記 音楽集II ～舞台「デルフィニア戦記 動乱の序章」より～           | YCCS-10077            |       |
| 2019年07月17日                | コードギアス反逆のルルーシュ オーケストラコンサート                             | YCCS                  |       |
| 2021年01月06日                | アーヤと魔女 サウンドトラック                                                   | YCCW-10383            |       |

### contemode
| 発売日         | タイトル                   | 規格品番   |
| -------------- | -------------------------- | ---------- |
| 2003年10月22日 | contemode V.A              | YCCW-00043 |
| 2004年12月08日 | contemode V.A.2            | YCCC-10001 |
| 2007年05月23日 | LIAR GAME サウンドトラック | YCCW-50004 |

## 販売委託先
- ポニーキャニオン - 2000年〜2006年
- エイベックス・エンタテインメント（旧：エイベックス・マーケティング、エイベックス・ミュージック・クリエイティヴ） - 2006年4月1日より。